# Presidio (AMD)
Presidio ist eine Hardwareeigenschaft der Sockel-AM2-Prozessoren des Herstellers AMD. Mit ihr werden im Prozessor durch spezielle Befehle die Grundlagen für die Implementierung von Trusted Computing bereitgestellt. Sie ist unter anderem bei den Prozessoren der Familie Athlon 64 X2 und Opteron zu finden. Die Technik von Presidio wird im Verbund mit AMD-V eine gesicherte Virtualisierungsebene zur Verfügung stellen.
Der Hauptkonkurrent Intel entwickelte als Gegenstück dazu Sicherheitsfunktionen, die unter dem Begriff Trusted Execution Technology (früher LaGrande) zusammengefasst werden.